# Greenville (Virginie)
Pour les articles homonymes, voir Greenville.
Greenville est une localité, de type census-designated place, de l'État de Virginie, à l'est des États-Unis.

## Géographie
Le village de Greenville est situé dans le comté d'Augusta, à une cinquantaine de kilomètres à l'ouest de la ville de Charlottesville.
Lors du recensement de la population de 2010, le nombre d'habitants s'élevait à 832 personnes.

## Histoire
L'actrice, chanteuse et animatrice de radio et télévision Kate Smith y est née le 1er mai 1907.